# Stanisław Hieronim Milli
Stanisław Hieronim Milli (ur. 30 października 1898 w Krakowie, zm. 23 sierpnia 1972 w Warszawie) – major artylerii Wojska Polskiego.

## Życiorys
Urodził się 30 października 1898 roku w Krakowie, w rodzinie Antoniego. Do Wojska Polskiego został przyjęty z byłej armii austro-węgierskiej. 1 czerwca 1921 roku pełnił służbę w załodze pociągu pancernego „Pogoń”, a jego oddziałem macierzystym był 6 dywizjon artylerii ciężkiej. 3 maja 1922 roku został zweryfikowany w stopniu porucznika ze starszeństwem z dniem 1 czerwca 1919 roku w korpusie oficerów artylerii. 
W 1923 roku pełnił służbę w załodze pociągu pancernego nr 7 „Paderewski”, pozostając oficerem nadetatowym 5 pułku artylerii ciężkiej w Krakowie. W następnym roku powrócił do macierzystego pułku. Z dniem 14 października 1924 roku został odkomenderowany na trzymiesięczny kurs wyszkolenia załóg pociągów pancernych do dywizjonu ćwiczebnego pociągów pancernych w Jabłonnie. 12 kwietnia 1927 roku awansował na kapitana ze starszeństwem z dniem 1 stycznia 1927 roku i 23. lokatą w korpusie oficerów artylerii. W latach 1928–1932 pełnił służbę w Centrum Wyszkolenia Artylerii w Toruniu. Na stopień majora został mianowany ze starszeństwem z dniem 1 stycznia 1936 i 29. lokatą w korpusie oficerów artylerii. 
Od 20 października 1937 roku pełnił służbę na stanowisku II zastępcy dowódcy (kwatermistrza) 26 pułku artylerii lekkiej w Skierniewicach. 7 lipca 1939 roku objął dowództwo nad „Oddziałem Pozostałym 26 pal”. 31 sierpnia 1939 roku, zgodnie z przydziałem mobilizacyjnym, objął dowództwo I dywizjonu 54 pułku artylerii lekkiej. Na czele tego dywizjonu walczył w kampanii wrześniowej 1939 roku. W dniach 22–23 września wspierał resztki 10 Dywizji Piechoty w drugiej bitwie pod Tomaszowem Lubelskim.

## Ordery i odznaczenia
- Krzyż Walecznych[11]
- Złoty Krzyż Zasługi (25 maja 1939)[15][11]
- Odznaka „Znak Pancerny” nr 525[16]